# Hrabia Mornington
Hrabia Mornington – brytyjski tytuł parowski.
Baronowie Mornington 1. kreacji (parostwo Irlandii)
- 1746–1758: Richard Wesley, 1. baron Mornington
- 1758–1781: Garret Wesley, 2. baron Mornington

Hrabiowie Mornington 1. kreacji (parostwo Irlandii)
- 1760–1781: Garret Wesley, 1. hrabia Mornington
- 1781–1842: Richard Wellesley, 2. hrabia Mornington, kreowany w 1797 r. 1. baronem Wellesley, a w 1799 r. 1. markizem Wellesley
- 1842–1845: William Wellesley-Pole, 3. hrabia Mornington
- 1845–1857: William Pole-Tylney-Long-Wellesley, 4. hrabia Mornington
- 1857–1863: William Richard Arthur Pole-Tylney-Long-Wellesley, 5. hrabia Mornington
- 1863–1884: Arthur Richard Wellesley, 2. książę Wellington i 6. hrabia Mornington
- następni hrabiowie Mornington, patrz: książę Wellington

Markizowie Wellesley 1. kreacji (parostwo Wielkiej Brytanii)
- 1799–1842: Richard Wellesley, 1. markiz Wellesley

Baronowie Maryborough 1. kreacji (parostwo Zjednoczonego Królestwa)
- 1821–1842: William Wellesley-Pole, 3. hrabia Mornington i 1. baron Maryborough
- 1842–1857: William Pole-Tylney-Long-Wellesley, 4. hrabia Mornington i 2. baron Maryborough
- 1857–1863: William Richard Arthur Pole-Tylney-Long-Wellesley, 5. hrabia Mornington i 3. baron Maryborough